# Route nationale 601
Die N601 war von 1933 bis 1973 eine französische Nationalstraße, die zwischen der N120 nördlich von Montsalvy und Rodez verlief. Ihre Länge betrug 68 Kilometer.